# Tephrosia kalamboensis
Tephrosia kalamboensis là một loài thực vật có hoa trong họ Đậu. Loài này được Brummitt & J.B.Gillett miêu tả khoa học đầu tiên.